# Multa de trânsito
Uma multa de trânsito é uma penalidade financeira imposta por violar as leis de trânsito. Pode ser por excesso de velocidade, estacionamento irregular, dirigir sob a influência de álcool, entre outras infrações. As multas variam dependendo da gravidade da infração e podem incluir pontos na carteira de motorista, suspensão da carteira ou outras penalidades além do pagamento da multa.

## No Brasil
O processo administrativo de imposição de penalidade de multa por infração de trânsito está regulamentado no Capítulo XVIII do Código de Trânsito Brasileiro (CTB), e dividido em duas seções: I – Da autuação; e II – Dos julgamentos da autuação e das penalidades.
No artigo 161 do CTB diz-se que constitui infração de trânsito a inobservância de qualquer preceito deste Código, da legislação complementar ou das resoluções do CONTRAN, sendo o infrator sujeito às penalidades e medidas administrativas indicadas em cada artigo, além das punições previstas no Capítulo XIX.

### Responsabilidade sobre a infração de trânsito
No tocante a penalização da conduta, a sistemática adotada pelo Código de Trânsito Brasileiro, está calcada na atribuição das penalidades aos respectivos responsáveis em cada infração de trânsito cometida, estabelecendo, em seu art. 257, as situações de responsabilidade de cada um dos potenciais infratores: proprietário, condutor, embarcador e transportador - ressalvando, ainda, o caso das pessoas físicas ou jurídicas expressamente previstas no Código.
O caput do art. 257 do CTB, deixa claro que responderão de per si no âmbito de suas respectivas responsabilidades, senão vejamos: "Art. 257. As penalidades serão impostas ao condutor, ao proprietário do veículo, ao embarcador e ao transportador, salvo os casos de descumprimento de obrigações e deveres impostos a pessoas físicas ou jurídicas expressamente mencionados neste Código."

### Natureza não-tributária
Muito embora as multas de trânsito não sejam tributos, porquanto representam uma sanção por ato ilícito, os recursos arrecadados são grandes fontes de receita para os cofres públicos.